# La Boum – Die Fete
La Boum – Die Fete (Alternativtitel: La Boum – Die Fete – Eltern unerwünscht) ist eine französische Teenager-Komödie aus dem Jahr 1980.
Die Premiere des Films war am 17. Dezember 1980 in Frankreich. Die deutsche Kinopremiere war am 11. Dezember 1981.

## Handlung
Die 13-jährige Vic zieht mit ihren Eltern François und Françoise, einem Zahnarzt und einer Cartoonzeichnerin, aus Versailles nach Paris. Dort findet Vic schnell Freunde, unter anderem Pénélope, die im Gegensatz zu Vic schon Erfahrungen mit Jungs hat, und deren kleine Schwester Samantha. Auf einer Party findet Vic ihre erste große Liebe, Mathieu, mit dem sie schon nach kurzer Zeit ausgeht. Die Familienidylle zerbricht, als herauskommt, dass François eine Affäre mit einer Parfumhändlerin hatte. Wütend trennt sich Françoise vorübergehend von ihm und demoliert aus Rache das Geschäft der Geliebten. Wenig später beginnt sie eine Affäre mit Vics Deutschlehrer (in der deutschen Synchronfassung: Englischlehrer).
Vic findet heraus, dass Mathieu ein anderes Mädchen hat, und rächt sich, indem sie vor seinen Augen ihren verblüfften Vater küsst und umarmt wie einen Geliebten. Zwar klärt sich dieses Missverständnis unter unfreiwilliger Mithilfe von Samantha, die für François schwärmt, wieder auf, doch eine dauerhafte Versöhnung will nicht zustande kommen.
Françoise, die sich als Zeichnerin allmählich etabliert, kann Vic bei ihrem Liebeskummer nicht helfen. Vic findet bei ihrer Urgroßmutter Poupette Trost, einer alten lebenslustigen Frau, die als berühmte Harfenistin an Konzerten und Empfängen teilnimmt, viele einflussreiche Leute kennt und auf recht eigenwillige Art Auto fährt. Auf ihr eigenes, bewegtes Leben zurückblickend, erteilt sie Vic Ratschläge in Sachen Liebe und fährt ihre Urenkelin sogar in die Normandie, wo Mathieu während der Ferien in einem Hotel jobbt. Das dort stattfindende Treffen in einem Schuppen am Strand führt jedoch nicht zur Lösung des Konflikts.
Schließlich versöhnen sich Vics Eltern wieder. Nachdem François seinen Konkurrenten erst aus den Händen von Räubern befreit, um ihm anschließend dennoch ein blaues Auge zu verpassen, will Françoise, die mittlerweile wieder schwanger ist, mit ihrem Geliebten in den Urlaub nach Afrika fahren. Sie entscheidet sich jedoch in letzter Minute anders, verlässt ihn und begegnet François in ihrem Lieblingslokal.
Der lange herbeigesehnte Mathieu erscheint auf Vics Geburtstagsfete in Poupettes Wohnung, und die beiden versöhnen sich beim Tanzen. Doch dann wird Vic vom Anblick Marcs verzaubert, und als sie am Ende in seinen Armen tanzt, scheint sie Mathieu schon wieder vergessen zu haben.

## Sonstiges
Sophie Marceau, die bei der Veröffentlichung des Films 14 Jahre alt war, erlangte in der Rolle der Vic Beretton internationale Aufmerksamkeit und startete in der Folge eine Weltkarriere.
Bernard Giraudeau, der in der deutschsprachigen Fassung in der Rolle von Vics Englischlehrer den Namen Éric Thompson trägt, heißt in der Originalfassung Éric Lehmann und ist Deutschlehrer.

## Kritiken
„Einfühlsam inszenierte Pubertätskomödie, die die Gefühle der Halbwüchsigen ernst nimmt und respektiert.“

„Der Riesenhit der 80er-Jahre […]. Sophie Marceaus Kinodebüt – ein zeitloser Film über die Irrungen und Wirrungen der Pubertät. Eine Schlüsselrolle spielt hier übrigens ein Walkman, damals eine Superneuheit: Vic hört auf ihm den Filmsong ‚Reality‘ von Richard Sanderson. Er wurde bald ein Welthit!“

## Synchronisation
Die Elite-Film Synchron GmbH nahm die Synchronisationen unter der Leitung von John Pauls-Harding auf.
| Rolle              | Darsteller         | Synchronsprecher    |
| ------------------ | ------------------ | ------------------- |
| Vic                | Sophie Marceau     | Irina Wanka         |
| François Berreton  | Claude Brasseur    | Horst Naumann       |
| Françoise Berreton | Brigitte Fossey    | Viktoria Brams      |
| Poupette           | Denise Grey        | Alice Franz         |
| Mathieu            | Alexandre Sterling | Niko Macoulis       |
| Éric Thompson      | Bernard Giraudeau  | Ivar Combrinck      |
| Samantha Fontanet  | Alexandra Gonin    | Inga Nickolai       |
| Vanessa            | Dominique Lavanant | Helga Trümper       |
| Étienne            | Jean-Michel Dupuis | Tonio von der Meden |
| Raoul              | Alain Beigel       | Jan Odle            |

## Soundtrack
- It Was Love
- Swingin’ Around
- Reality
- Gotta Get a Move On
- Formalities
- Murkey Turkey
- Go on for Ever

Der Song Reality, gesungen von Richard Sanderson, erlangte durch La Boum Weltruhm und wurde zur Hymne der Stehblues-Tänzer. In der Bundesrepublik Deutschland erreichte er allerdings erst nach der Fernsehpremiere des Films am 17. Oktober 1986 in der ARD Platz eins der Single-Charts, wo er dann fünf Wochen lang blieb.

## Fortsetzung
Aufgrund des Erfolgs folgte 1982 mit La Boum 2 – Die Fete geht weiter eine Fortsetzung, die jedoch weniger erfolgreich als das Original war. Es war noch ein dritter Teil geplant, jedoch zahlte Marceau der Produktionsfirma Gaumont eine Million Francs, um aus der vertraglichen Verpflichtung entlassen zu werden, weshalb der dritte Teil nicht mehr realisiert wurde. Der 1988 entstandene Film Die Studentin ist keine eigentliche Fortsetzung, folgt aber einem ähnlichen Muster und wird im deutschen (und auch im italienischen) Sprachraum trotz inhaltlicher Abweichungen (aus Vic wurde Valentine) deshalb als La Boum 3 (in Italien Il Tempo delle Mele 3) bezeichnet.